# قاضي مردان (دربندرود)
قاضي مردان (بالفارسية: قاضی مردان) هي قرية تقع في إيران في قسم دربندرود الريفي. يقدر عدد سكانها بـ 173 نسمة بحسب إحصاء 2016.